# Parveen Babi
Parveen Babi (Hindi, परवीन बाबी, Parvīn Bābī, * 4. April 1954 in Junagadh; † 20. Januar 2005 in Mumbai; bürgerlicher Name: Parveen Wali Mohammed Khan Babi) war eine indische Schauspielerin.

## Leben
Die aus einer vornehmen Familie stammende Schönheit debütierte 1973 in Babu Ram Isharas Charitra und wurde ab 1974 mit ihren ersten Erfolgen „Majboor“ und „Deewaar“ zu einem der größten Stars des Hindi-Films. Sowohl ihr westlich anmutendes Äußeres als auch die Verletzung indischer Konventionen der von ihr auf der Leinwand dargestellten Figuren ließen sie aus der Konkurrenz hervorstechen. Spätestens als das Time Magazine Babis Bild im Jahr 1976 auf die Titelseite setzte, war ihr Status als Superstar gefestigt.
In den 1980er-Jahren nahm ihre Zugkraft ab. Parveen Babi ließ außerdem zunehmend Zeichen einer psychotischen Erkrankung erkennen. Schließlich zog sie für Jahre in die USA und verschwand aus dem Licht der Öffentlichkeit. Nach ihrer Rückkehr in die indische Heimat machte die äußerlich stark gealterte ehemalige Diva Schlagzeilen, als sie einige ihrer früheren Liebhaber sowie international bekannte Politiker, wie etwa den ehemaligen US-Vizepräsidenten Al Gore, öffentlich beschuldigte, ihr nach dem Leben zu trachten. Einen populären Schauspielerkollegen klagte sie später an, hinter einer Serie von Bombenattentaten im Jahr 1993 in Mumbai zu stecken. Ihr Ansehen und ihre persönliche Überzeugungskraft waren noch groß genug, um solchen Behauptungen Gewicht zu verleihen. Zu einer gerichtlichen Anhörung in dieser Sache erschien Parveen Babi jedoch nicht.
Am Nachmittag des 22. Januar 2005 wurde die Wohnung der nur noch wenige Kontakte pflegenden Schauspielerin wegen des von den Nachbarn bemerkten Verwesungsgeruches geöffnet und ihre Leiche aufgefunden. Die Obduktion ließ keinen Zweifel an einem natürlichen Tod Parveen Babis aufkommen. Offenbar hatte sie auch an schwerem Diabetes gelitten.